# Santiago Ruíz
Santiago Ruíz Rojas (Medellín, Colombia; 12 de enero de 1997) es un futbolista colombiano. Juega de defensa central en el CA Carlos Renaux de Brasil.

## Trayectoria
Ruíz comenzó su carrera en el Envigado en 2015. En la segunda etapa del 2022, firmó en la Alianza Petrolera.
En enero de 2023, Ruíz se incorporó al Deportivo Pereira.
Luego de quedar libre de Pereira a finales del 2023, el jugador se incorporó al Hercílio Luz de Brasil.

## Estadísticas
Actualizado al último partido disputado el 1 de octubre de 2022.
| Club                         | Div.          | Temporada     | Liga  | Liga  | Copas nacionales | Copas nacionales | Copas internacionales | Copas internacionales | Total | Total |
| Club                         | Div.          | Temporada     | Part. | Goles | Part.            | Goles            | Part.                 | Goles                 | Part. | Goles |
| ---------------------------- | ------------- | ------------- | ----- | ----- | ---------------- | ---------------- | --------------------- | --------------------- | ----- | ----- |
| Envigado · Colombia          | 1.ª           | 2015          | 1     | 0     | 1                | 0                | —                     | —                     | 2     | 0     |
| Envigado · Colombia          | 1.ª           | 2016          | 5     | 0     | 5                | 0                | —                     | —                     | 10    | 0     |
| Envigado · Colombia          | 1.ª           | 2017          | 0     | 0     | 6                | 0                | —                     | —                     | 6     | 0     |
| Envigado · Colombia          | 1.ª           | 2018          | 16    | 0     | —                | —                | —                     | —                     | 16    | 0     |
| Envigado · Colombia          | 1.ª           | 2019          | 24    | 0     | 2                | 0                | —                     | —                     | 26    | 0     |
| Envigado · Colombia          | 1.ª           | 2020          | 18    | 0     | 2                | 0                | —                     | —                     | 20    | 0     |
| Envigado · Colombia          | 1.ª           | 2021          | 19    | 0     | 2                | 0                | —                     | —                     | 21    | 0     |
| Envigado · Colombia          | Total club    | Total club    | 83    | 0     | 18               | 0                | 0                     | 0                     | 101   | 0     |
| Patriotas Boyacá · Colombia  | 1.ª           | 2022          | 6     | 0     | 2                | 0                | —                     | —                     | 8     | 0     |
| Patriotas Boyacá · Colombia  | Total club    | Total club    | 6     | 0     | 2                | 0                | 0                     | 0                     | 8     | 0     |
| Alianza Petrolera · Colombia | 1.ª           | 2022          | 10    | 0     | —                | —                | —                     | —                     | 10    | 0     |
| Alianza Petrolera · Colombia | Total club    | Total club    | 10    | 0     | 0                | 0                | 0                     | 0                     | 10    | 0     |
| Deportivo Pereira · Colombia | 1.ª           | 2023          | 0     | 0     | 0                | 0                | 0                     | 0                     | 0     | 0     |
| Deportivo Pereira · Colombia | Total club    | Total club    | 0     | 0     | 0                | 0                | 0                     | 0                     | 0     | 0     |
| Total carrera                | Total carrera | Total carrera | 99    | 0     | 20               | 0                | 0                     | 0                     | 119   | 0     |